# Marieke Vervoort
Marieke Vervoort   (Diest, 10 de maig de 1979 - Diest, 22 d'octubre de 2019) fou una atleta paralímpica belga. Als Jocs Paralímpics de Londres 2012 va aconseguir la medalla d'or als 100 metres llisos, i la de plata als 200 i als 400 metres llisos, competint en cadira de rodes.
A causa d'una malaltia degenerativa incurable, decidí posar fi a la seva vida a través de l'eutanàsia, legal al seu país.